# Мария Бургундска
Вижте пояснителната страница за други личности с името Мария.
Вижте пояснителната страница за други личности с името Мария Бургундска.
Мария Валоа-Бургундска, наричана Мария Богатата (на френски: Marie de Bourgogne; * 13 февруари 1457, замък „Куденберг“, Брюксел; † 27 март 1482, Брюге) е наследствена херцогиня на Бургундия от 1477 – 1482 и австрийска ерцхерцогиня, съпруга на ерцхерцог Максимилиан I Австрийски.

## Произход и детство
Дъщеря е на Шарл Дръзки (1397 – 1471), херцог на Бургундия, и Изабела Бурбонска (1437 – 1465). Раждането ѝ според дворцовия хронист е известено със силен гръм от ясно небе. Неин кръстник е крал Луи XI, който я нарича на майка си Мари д'Анжу. Реакциите от раждането ѝ са смесени: дядо ѝ Филип Добрия е разочарован, че не му се е родил внук, и отказал да присъства на кръщаването ѝ, а баба ѝ Изабел е очарована от раждането на внучката си.
През 1465 г. умира майката на Мария, а през 1468 г. Шарл Дръзки се жени за Маргарет Йоркска (1342 – 1404), с която Мария поддържа добри отношения.
Като единствена дъщеря на Шарл Дръзки, Мария е наследница на обширните владения, оформящи Херцогство Бургундия, Независима провинция Бургундия и по-голямата част от Нидерландия. Така още от рано Мария става примамлива партия за брак. За първи път ръката ѝ е поискана от Фердинанд II Арагонски, когато Мария е на пет години. През 1470 г. по-малкият брат на Луи XI, Шарл дьо Валоа, херцог дьо Бери, прави предложение на Мария, но среща отрицателната реакция на брат си, краля, който се опитал да предотврати годежа като попречил на издаването на разрешение от папата, необходимо поради роднинската връзка между Шарл и Мария. Тъй като Луи XI се бил сдобил със здрав син, бъдещият Шарл VIII, френският крал желаел през 1477 г. Мария да се омъжи за невръстния дофин Шарл, въпреки че престолонаследникът е тринадесет години по-млад от нея.

## Херцогиня на Бургундия
На 5 януари 1477 г., когато Мария е на 19 години, Шарл Дръзки умира на бойното поле при Нанси. Луи XI решава да се възползва от смъртта на Шарл Дръзки и да присъедини към Франция земите на Херцогство Бургундия, Франш Конте, Пикардия и Артоа. Френският крал смятал, че с брака на Мария и дофина Шарл, ще осигури и Нидерландия за своите наследници, а ако е необходимо за целта би могло да се употреби и военна сила.
Мария Бургундска, посъветвана от Маргарет Йоркска, която се отнася подозрително към планувания брак с френския дофин, отхвърля предложението за брак с дофина Шарл и отказва съюз с Франция. Съзнавайки неспособността да се бори срещу Франция, Мария се обръща за помощ към нидерландските си поданици, в замяна на което им обещава множество привилегии.
На 10 февруари 1477 г. в Гент, по случай официалното ѝ признаване за наследница на Шарл Дръзки, Мария Бургундска подписва харта известна като Великата привилегия. Според този договор градовете в провинциите Фландрия, Брабант, Ено и Холандия възстановяват всичките си привилегии, които са били премахнати от бургундските херцози в стремежа им да създадат централизирана държава по модела на Франция. Освен това Мария се задължавала да не обявява война или да не подписва мир без съгласието на тези провинции и да назначава само местни хора в управлението им.
Измежду десетките претенденти за ръката си Мария сама избира да се омъжи за австрийския ерцхерцог Максимилиан I Австрийски, бъдещ император на Свещената Римска империя. Сватбата е отпразнувана на 18 август 1477 г. в Гент. По този начин Нидерландия е присъединена към владенията на Хабсбургите, с което започва и двувековното съперничество между Франция и Хабсбургите (по-късно Испания и Австрия) за тези земи, завършило с т.нар. Война за испанското наследство (1701 – 1714).
Младата бургундска херцогиня обича ездата и с удоволствие придружава Максимилиан, когато той ловува. По време на един лов със соколи през март 1482 г. конят на Мария се препъва и хвърля херцогинята на земята, след което животното се стоварва върху нея, премазвайки гръбнака ѝ. Мария Бургундска умира няколко дни по-късно на 27 март в замъка Вийнендале, Фландрия, но преди това успява да направи подробно завещание. Погребана е в Брюге.

## Деца
Мария Бургундска и Максимилиан I Австрийски имат три деца:
- Филип Хубави (1478 – 1506), женен за Хуана Кастилска
- Маргарета Австрийска (1480 – 1530), омъжена 1497 г. за инфант Хуан (Кастилия) († 1497) и 1501 г. за херцог Филиберт II (Савоя) (10 април 1480, Пон-д’Ен; † 1504)
- Франц (*/† 1481)

## Титли
- 5 януари 1477–27 март 1482: херцогиня на Бургундия като Мария I
- 5 януари 1477–27 март 1482: херцогиня на Брабант като Мария I
- 5 януари 1477–27 март 1482: херцогиня на Гелдерланд като Мария I
- 5 януари 1477–27 март 1482: херцогиня на Лимбург като Мария I
- 5 януари 1477–27 март 1482: херцогиня на Лотарингия като Мария I
- 5 януари 1477–27 март 1482: графиня, херцогиня и велика херцогиня на Люксембург като Мария I
- 5 януари 1477–27 март 1482: маркиза на Намюр като Мария I
- 5 януари 1477–27 март 1482: пфалцграфиня на Бургундия като Мария I
- 5 януари 1477–27 март 1482: графиня на Артоа като Мария I
- 5 януари 1477–27 март 1482: графиня на Шароле като Мария I
- 5 януари 1477–27 март 1482: графиня на Фландрия като Мария I
- 5 януари 1477–27 март 1482: графиня на Ено като Мария I
- 5 януари 1477–27 март 1482: графиня на Холандия като Мария I
- 5 януари 1477–27 март 1482: графиня на Зеландия като Мария I
- 5 януари 1477–27 март 1482: графиня на Цутфен като Мария I